# Zenon Pokrywczyński

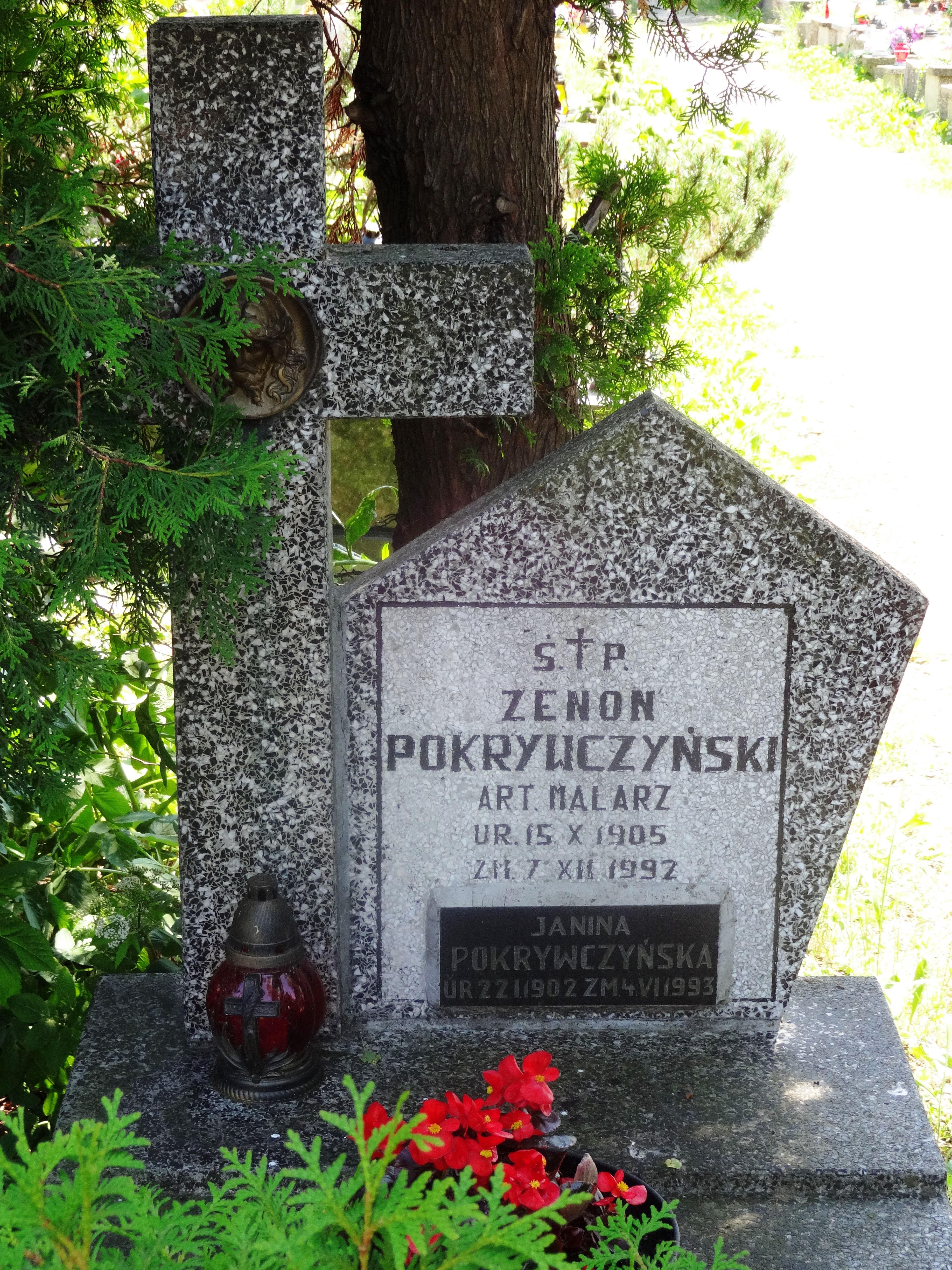
Grób Zanona Pokrywczyńskiego
na Nowym Cmentarzu w Zakopanem

Zenon Pokrywczyński (ur. 15 października 1905 we Włocławku, zm. 7 grudnia 1992 w Zakopanem) – polski artysta malarz, pedagog.
W rodzinnym mieście ukończył szkołę średnią i studium pedagogiczne. W 1936 zamieszkał w Zakopanem, od 1945 studiował w krakowskiej Akademii Sztuk Pięknych, ale ze względów finansowych przerwał naukę w 1950. Po powrocie do Zakopanego był nauczycielem plastyki i malarstwa w tamtejszym Liceum Sztuk Plastycznych. Metod malowania pejzażu górskiego uczyli go Stanisław Gałek i Jan Rykała, na swoich obrazach uwiecznił Zielony Staw Gąsienicowy, Kościelec, Wąwóz Kraków, Zmarzły Staw, Mięguszowieckie Szczyty, Żółtą Turnię, Morskie Oko oraz architekturę Zakopanego. Latem wyjeżdżał nad Bałtyk, gdzie tworzył w duchu marynistycznym. Wystawy jego prac (o tematyce górskiej) miały miejsce w Zakopanem, stanowią część kolekcji Muzeum Tatrzańskiego. Często uczestniczył w wystawach zbiorowych, zmarł w 1992 i spoczywa na Nowym Cmentarzu w Zakopanem (Aleja Zasłużonych-2-22).